# Flörtkula

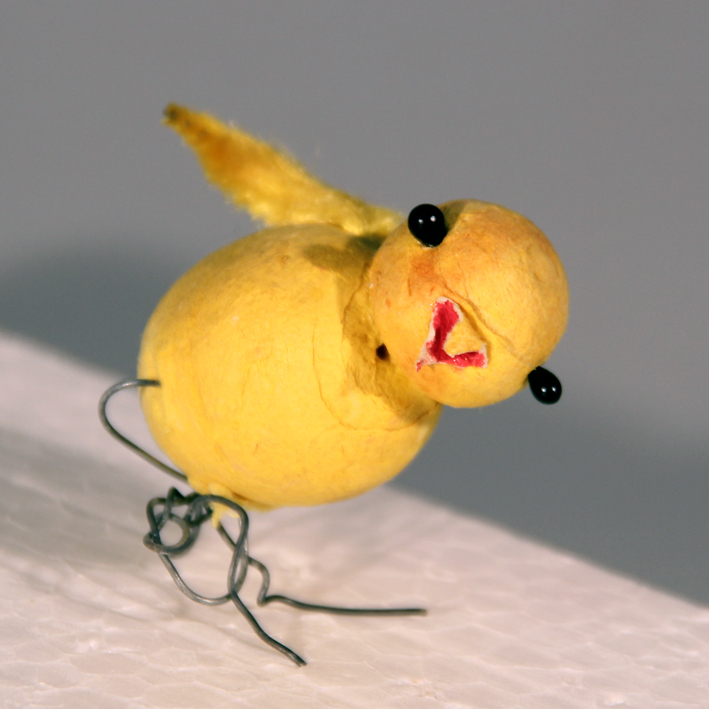
En påskkyckling skapad med bland annat flörtkulor och ståltråd.

Flörtkulor, flirtkulor eller på senare tid även vaddkulor, är kulor som består av pressat papper. Dessa kastade gäster på varandra vid fester och barnkalas, likt konfetti, och det kunde uppfattas som en flört. Sedan 1950-talet räknas flörtkulor som en typ av hobbymaterial för tillverkning av exempelvis påsk- eller julpynt. Dessa kulor med relativt låg densitet kan till exempel bilda kycklingar, jultomtar eller molekylmodeller.